# 拉尼德蘭丁 (亞利桑那州)
拉尼茲蘭丁（英語：Larneds Landing）是位於美國亞利桑那州莫哈維縣的一個非建制地區。該地的面積和人口皆未知。

## 地理
拉尼茲蘭丁的座標為34°18′30″N 114°03′08″W / 34.30833°N 114.05222°W，而該地的平均海拔高度為226米（即741英尺）。